# 27 (numero)
Ventisette (cf. latino viginti septem, greco ἑπτὰ καὶ εἴκοσι) è il numero naturale dopo il 26 e prima del 28.

## Proprietà matematiche
- È un numero dispari.
- È un numero composto, con quattro divisori: 1, 3, 9 e 27. Poiché la somma dei divisori (escluso il numero stesso) è 13 < 27, è un numero difettivo.
- È un numero perfetto totiente.
- È un numero decagonale.
- È un numero di Harshad.
- È un numero potente.
- È un numero di Smith nel sistema numerico decimale.
- È un numero di Friedman in numeri romani, XXVII = IX * ((X/V) + I).
- È la somma delle cifre del suo cubo: 273 = 19683; {\displaystyle 1+9+6+8+3=27.}
- È il cubo perfetto ossia 33.
- 1/37 = 0,027027027..., e 1/27 = 0,037037037...
- Se un multiplo di tre cifre di 27 viene ciclicamente permutato, per esempio 513 diventa 135 o 351, allora i numeri risultanti sono ancora multipli di 27. L'unico altro numero che ha questa proprietà nell'ambito delle tre cifre è 37.
- È il più piccolo numero intero che è uguale alla somma di tre quadrati in due modi diversi: 27 = 32 + 32 + 32 = 52 + 12 + 12.
- È parte delle terne pitagoriche (27, 36, 45), (27, 120, 123), (27, 364, 365).
- È un numero palindromo nel sistema numerico binario.
- È un numero a cifra ripetuta nel sistema di numerazione posizionale a base 8 (33).
- È un numero malvagio.

## Chimica
- È il numero atomico del cobalto (Co).

## Astronomia
- 27P/Crommelin è una cometa periodica del sistema solare.
- 27 Euterpe è  un asteroide della fascia principale battezzato così in onore della musa Euterpe.
- L'oggetto M27 è la celebre Nebulosa Manubrio visibile nella costellazione della Volpetta.
- NGC 27 è una galassia a spirale della costellazione di Andromeda.

## Astronautica
- Cosmos 27 è un satellite artificiale russo.

## Simbologia

### Storia
- Le città decorate con Medaglia d'Oro come "Benemerite del Risorgimento nazionale" sono 27.

### Smorfia
- Nella smorfia il numero 27 è il Pitale.

### Giochi
- 27 è il numero di punti di tutte le palline nel biliardo all'americana.

## Convenzioni

### Linguaggio
- L'alfabeto spagnolo ha ventisette lettere.
- L'alfabeto ebraico ha ventisette lettere.

### Sport
- È il numero usato in Moto GP da Casey Stoner
- Era il numero usato in Formula Uno da Jacky Ickx e successivamente da Gilles Villeneuve, Ayrton Senna, Nigel Mansell, Alain Prost, Jean Alesi, Nicolas Hülkenberg.
- È il numero di maglia di Fabio Quagliarella
- È il numero di maglia di Cristiano Doni
- È il numero di maglia di Zaza Pachulia
- È il numero di maglia di Manuel Locatelli
- È il numero di maglia di Daniel Maldini